# Batalha de Amba Aradam

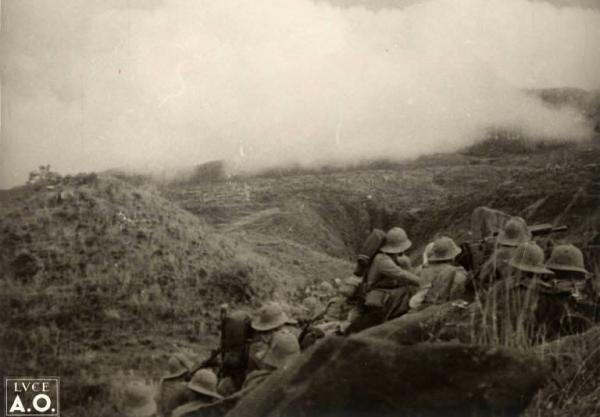
Soldados italianos durante a batalha

A Batalha de Amba Aradam (também conhecida como a Batalha de Enderta) foi uma batalha travada na frente norte do que ficou conhecido como a Segunda Guerra Ítalo-Abissínia. Esta batalha consistiu em ataques e contra-ataques das forças italianas sob o comando do marechal da Itália Pietro Badoglio e das forças etíopes sob o comando de Ras Mulugeta Yeggazu. Esta batalha foi travada principalmente na área em torno de Amba Aradam, que incluía a maior parte da província de Enderta.

## Batalha
Às 8h00 do dia 10 de fevereiro, Badoglio lançou a Batalha de Amba Aradam. O Exército Real Italiano e os Camisas Negras lideraram o avanço italiano. Os nativos Askaris, sobre os quais De Bono havia se apoiado tanto, formaram a reserva.  O I Corpo do Exército Italiano e o III Corpo do Exército avançaram através da Planície de Kalamino. Ao cair da noite, ambos os corpos foram estabelecidos nas margens do rio May Gabat.
Badoglio foi artilheiro primeiro e último. Como resultado, ele travou uma batalha de artilheiros. Seu quartel-general também era o posto de observação da artilharia italiana e a cada cinco minutos aviões batedores da Regia Aeronautica saíam para circundar a frente. Os aviões identificaram a localização das forças etíopes para os artilheiros italianos. Mas os etíopes que lutavam por Ras Mulugeta eram tropas regulares e uniformizadas. Eles também tinham artilharia e sabiam usá-la.
Os aviões de batedores italianos também mapearam a área ao redor de Amba Aradam e descobriram uma fraqueza nas defesas de Ras Mulugeta. Fotografias aéreas mostraram que um ataque da planície de Hintalo, ao sul de Amba Aradam, deveria ser incontestado. Como resultado desta descoberta, Badoglio planejou cercar Amba Aradam e atacar Mulugeta pela retaguarda depois que suas forças se uniram em Hintalo.
Em 11 de fevereiro, a 4ª Divisão CC.NN. "3 Gennaio" e a 5ª Divisão Alpina "Pusteria" do I Corpo do Exército avançaram de May Gabat movendo-se em direção e ao redor do lado oeste de Amba Aradam. Ao mesmo tempo, o III Corpo do Exército se moveu em direção e ao redor do lado leste de Amba Aradam. Tarde demais, Ras Mulugeta percebeu o plano italiano de cercar suas posições.
Na tarde de 12 de fevereiro, uma grande força etíope desceu as encostas ocidentais de Amba Aradam e atacou a 3ª Divisão CC.NN. "21 Aprile". Os Camisas Negras foram mantidos, mas a Divisão Pusteria continuou seu avanço em direção a Hintalo. O bombardeio aéreo e de artilharia quase contínuo e persistente das posições etíopes havia minado aos etíopes grande parte de sua vontade de resistir.
Na noite de 14 de fevereiro, as pinças italianas estavam prestes a se fechar. À medida que as forças de cerco alcançavam posições especificadas, eles se formavam, se reagrupavam e posicionavam sua artilharia para o ataque final.
Na manhã de 15 de fevereiro, sob a cobertura da escuridão e densa nuvem, os italianos completaram o cerco de Amba Aradam. Quando a luz do dia chegou e as nuvens se levantaram, os etíopes foram revigorados pela visão de sua situação. Eles desceram as encostas ocidentais de Amba Aradam em direção a Addi Kolo. Os etíopes atacaram os italianos na base ocidental de Amba Aradam repetidas vezes. Mas a artilharia e o poder aéreo italianos negaram a fúria do ataque etíope. Na escuridão, a batalha estava praticamente encerrada.
Ras Mulugeta adivinhou que os italianos tomariam Amba Aradam atacando primeiro "O Chapéu do Padre". Ele adivinhou errado. Os italianos atacaram e garantiram as posições etíopes levemente mantidas em "The Herringbone", o que tornou a defesa do "Chapéu de Padre" insustentável.  Por razões políticas, a 1ª Divisão CC.NN. "23 Marzo" recebeu a honra de hastear a bandeira italiana no topo de Amba Aradam.
Os etíopes conseguiram criar uma quebra na linha italiana em torno de Addi Kolo. Através desta pausa, o exército de Ras Mulugeta fez sua fuga quando caiu de volta em direção a Amba Alagi e Sokota.  Mulugeta planejava reunir suas forças em torno de Amba Alagi.

## Consequências
Badoglio liberou todo o poder da Força Aérea Italiana sobre o exército em fuga de Ras Mulugeta. Durante quatro dias consecutivos, quarenta toneladas de gás mostarda foram lançadas sobre os infelizes fugitivos. Além disso, os Azebu Galla locais foram subornados pelos italianos para atacar os retardatários etíopes.
Tadessa Mulugeta, filho de Ras Mulugeta, era o asmach em Amba Aradam. Ele foi morto em uma ação contra um grupo de Galla e seu corpo foi mutilado por eles. Quando Ras Mulugeta recebeu a notícia dessa indignação, ele voltou atrás e foi morto por um avião. Atacado de cima e do chão, o que restava do exército de Ras Mulugeta se dissolveu.
Badoglio voltou agora as suas atenções do lateral-direito etíope para o centro etíope e Ras Kassa e Ras Seyoum. Era hora de terminar o que havia sido iniciado na Primeira Batalha de Tembien. O resultado foi a Segunda Batalha de Tembien. 